# Sinfonia di Salmi
La Sinfonia di Salmi (titolo originale Symphonie de Psaumes) è una composizione di Igor' Fëdorovič Stravinskij per coro e orchestra del 1930.
Stravinskij era un uomo intimamente religioso; già all'inizio degli anni venti pensava di scrivere una messa, intenzione che si realizzò solo un ventennio dopo. La Sinfonia di Salmi, scritta in questi primi anni, è tuttavia la sua opera di argomento religioso più famosa ed è uno dei capolavori del periodo neoclassico del compositore.

## Storia
Nel 1930 la Boston Symphony Orchestra celebrava il cinquantesimo anniversario della sua fondazione e volle organizzare, per l'occasione, una serie di concerti presentando nuove opere scritte appositamente da autori contemporanei. Il direttore d'orchestra Sergej Kusevickij, a capo della formazione da parecchi anni, chiese anche a Stravinskij di comporre una sinfonia per questa ricorrenza.
Stravinskij accettò subito l'invito anche perché da parecchio tempo pensava di dedicarsi alla stesura di una partitura sinfonica di un certo spessore. Poiché la sinfonia, intesa come forma standardizzata, non lo interessava, cercò di sviluppare un lavoro in cui, pur liberandosi da determinati schemi, si conservasse comunque un ordine, diverso da quello che poteva essere una suite intesa come successione di pezzi. Il musicista mirava a realizzare un'opera di notevole sviluppo contrappuntistico e per fare ciò pensò a una compagine che unisse coro e orchestra; i due elementi avrebbero dovuto essere trattati sullo stesso piano, senza che nessuno dei due prevaricasse sull'altro.  Per la parte corale Stravinskij si affidò a dei testi che sembravano scritti apposta per essere cantati, scegliendo tre salmi davidici; inizialmente si avvalse di una versione slava, ma optò poi per la versione latina della Vulgata.
Una prima parte della sinfonia fu scritta all'inizio dell'anno 1930, ma quasi subito Stravinskij dovette interrompere per una serie di concerti che lo impegnavano in Europa. Nell'estate compose le altre due parti, la prima a Nizza terminando l'altra il 15 agosto a Echarvines in Alta Savoia. La prima esecuzione in Europa avvenne a Bruxelles al Palazzo delle Belle Arti il 13 dicembre 1930 con l'Orchestra e la Corale della Società Filarmonica sotto la direzione di Ernest Ansermet; il 19 dicembre Kusevickij diresse la sinfonia a Boston. L'esecuzione ebbe un'accoglienza eccezionale, cosa che commosse il musicista. Stravinskij realizzò una revisione del lavoro nel 1948.

## Struttura dell'opera
La sinfonia non è da intendersi nel senso classico del termine, ma piuttosto come un fluire di insieme di voci, si articola in tre movimenti senza soluzione di continuità e dura circa 22 minuti. La struttura in tre movimenti è tipica di Stravinskij ed è in antitesi con la forma classica in quattro movimenti. Le tre parti sono basate su altrettanti salmi davidici: Exaudi orationem meam (Salmo 38, versetti 13 e 14), Expectans expectavi Dominum (Salmo 40, versetti 2,3,4), Laudate Dominum (Salmo 150 tutto). Secondo quanto indicato dal musicista le tre parti corrispondono rispettivamente a una implorazione, a un ringraziamento e a un inno di gloria a Dio. Il primo movimento vale come preludio e consta in una breve preghiera che giunge poi a una drammatica invocazione dell'uomo di fronte a Dio. Il secondo è una complessa doppia fuga strumentale e corale basata su un contrappunto rigoroso che si rifà a modelli rinascimentali e barocchi. L'ultimo e più esteso movimento, Allegro, è una lode a Dio di grande espressività; la sinfonia si chiude con una suggestiva e breve melodia.

## Analisi
Come ha scritto Massimo Mila, "la Sinfonia di salmi illuminò il cielo dell'arte stravinskiana"; con quest'opera il compositore attinge infatti a un equilibrio spirituale nella sua musica che, partendo da una consapevolezza istintiva derivante da tradizioni barbare russe è quindi passata attraverso un recupero culturale occidentale affidandosi a rivisitazioni classiche.
L'opera, scritta "à la gloire de Dieu", come indicato in partitura, è il momento culminante della produzione sacra stravinskiana che è stata comunque una costante di tutto l'arco della sua vita musicale, dal Pater noster del 1926 ai Requiem Canticles del 1966. Scrive Mila: "La religiosità della Sinfonia di salmi è quella totale e ieratica delle vecchie icone bizantine"; l'impressione è infatti quella di un'immagine sonora dove è la fede a predominare; in essa la parte corale e orchestrale sono perfettamente fuse come nelle vecchie icone russe dove "il fondo d'oro penetra talvolta nel colore delle figure quasi a sostanziarlo di una realtà ultraterrena". La Sinfonia di salmi appartiene a un ambito musicale fuori dal tempo e parte da un cattolicesimo delle origini, attraversa un momento bizantino, quindi umanistico-rinascimentale per giungere poi al mondo contemporaneo, senza tuttavia avere impressa nessuna caratteristica particolare di stile se non quella, unica, di Stravinskij.
La sinfonia si apre in modo sommesso, ma rigoroso e asciutto, in Mi minore, con una prima parte orchestrale in cui prevalgono oboi e fagotti; l'entrata del coro espone una preghiera accorata che, iniziando con toni pacati, evolve fino a una drammatica invocazione dell'uomo solo di fronte a un Dio inflessibile; posto come in una condizione di perenne esilio, l'essere umano si esprime con toni di un'angoscia pietrificata. Un accordo di Sol maggiore chiude il Preludio in modo assolutamente inatteso, ottenuto con modalità armoniche inusitate.
La doppia fuga, che costituisce il secondo movimento, inizia con la parte orchestrale in Do minore, introdotta dagli oboi e sostenuta quindi dai flauti; parallelamente inizia l'altra fuga cantata dal coro, in Mi bemolle minore, il tutto trattato con grande maestria contrappuntistica.
La parte finale, Allegro, è il movimento più lungo e di grande espressività dove l'Alleluja è seguito da impulsi ritmici marcati e frenetici, quasi barbarici; dopo una progressiva diminuzione dell'intensità dinamica, si passa a un canto pacato sulle parole Laudate eum con una bellissima melodia, quasi immateriale, che termina in un perfetto e luminoso accordo di Do maggiore.

## Orchestrazione
L'opera manifesta ancora una volta la predilezione del musicista per gli strumenti a fiato; l'organico è particolare, mancano infatti violini e viole nella sezione degli archi e i clarinetti in quella dei legni. L'apparato è tuttavia grandioso, oltre all'imponente sezione degli ottoni, che comprende anche una tromba piccola, include percussioni, arpa e due pianoforti. Il coro a quattro voci non contempla soprani e contralti sostituiti da voci bianche. La mancanza di alcuni strumenti e di voci femminili fu una precisa scelta di Stravinskij per non "contaminare" la struttura sonora asciutta dell'opera con tonalità troppo morbide e suadenti.

### Organico
Coro misto. Orchestra composta da: cinque flauti (il quinto anche ottavino), quattro oboi, corno inglese, tre fagotti, controfagotto, quattro corni, tromba piccola in Re, quattro trombe in Do, due tromboni tenori, trombone basso, basso tuba, timpani, grancassa, due pianoforti, arpa, violoncelli, contrabbassi.

## Realizzazioni coreografiche
Il coreografo croato Milko Šparemblek creò sulla musica della sinfonia una coreografia nel 1972 per il Gulbenkian Ballet di Lisbona.
Nel 1978 il coreografo Jiří Kylián realizzò un balletto per otto coppie di danzatori sulla musica della Sinfonia di salmi; nell'esecuzione i ballerini si devono muovere entro un quadrato da cui non possono mai uscire a simboleggiare la disciplina e il rigore della danza. La prima rappresentazione avvenne il 24 novembre 1978 a Scheveningen al Circustheater con il Nederlands Dans Theater e i costumi di J. Stokvis.